# Šang-čchiou
Šang-čchiou (čínsky pchin-jinem Shāngqiū, znaky 商丘) je městská prefektura v Čínské lidové republice. Leží ve východní části provincie Che-nan a sousedí na severozápadě s Kchaj-fengem, na jihozápadě s Čou-kchou, na severovýchodě s Šan-tungem a na jihovýchodě s An-chuejem. Jedná se o město s bohatými dějinami; mimo jiné bylo prvním hlavním městem dynastie Šang.
Prefektura leží v severočínské nížině v převážně rovinaté krajině a má rozlohu zhruba deset tisíc čtverečních kilometrů. Žije zde necelých osm miliónů lidí.

## Administrativní členění
Městská prefektura Šang-čchiou se člení na devět celků okresní úrovně, a sice šestdva městské obvody, jeden městský okres a šest okresů.
| Liang-jüan Suej-jang okres · Min-čchüan okres · Suej okres · Ning-ling okres · Če-čcheng okres · Jü-čcheng okres · Sia-i městský okres · Jung-čcheng |        |                       |             |                                         |
| Název | Název  | Počet obyvatel (2020) | Rozloha km² | Hustota zalidnění (obyv. na km²) (2020) |
| český přepis | znaky  | Počet obyvatel (2020) | Rozloha km² | Hustota zalidnění (obyv. na km²) (2020) |
| Městské obvody |        |                       |             |                                         |
| Liang-jüan | 梁园区 | 946 752               | 692         | 1 368                                   |
| Suej-jang | 睢阳区 | 912 971               | 961         | 950                                     |
| Městský okres |        |                       |             |                                         |
| Jung-čcheng | 永城市 | 1 256 409             | 2 016       | 623                                     |
| Okresy |        |                       |             |                                         |
| Suej | 睢县   | 723 771               | 922         | 785                                     |
| Ning-ling | 宁陵县 | 562 657               | 797         | 7006                                    |
| Če-čcheng | 柘城县 | 799 213               | 1 041       | 768                                     |
| Jü-čcheng | 虞城县 | 972 091               | 1 561       | 623                                     |
| Min-čchüan | 民权县 | 746 389               | 1 240       | 602                                     |
| Sia-i | 鄢陵县 | 896 578               | 1 488       | 603                                     |
| |        |                       |             |                                         |
| Celkem | Celkem | 7 816 831             | 10 717      | 729                                     |